# Wurzacher Ach
Die Wurzacher Ach ist der linke und westliche Quellfluss der Aitrach in Baden-Württemberg und fast 25 km lang. Sie entspringt im äußersten Südwesten des Wurzacher Rieds nah Ziegelbach, westlich von Bad Wurzach.

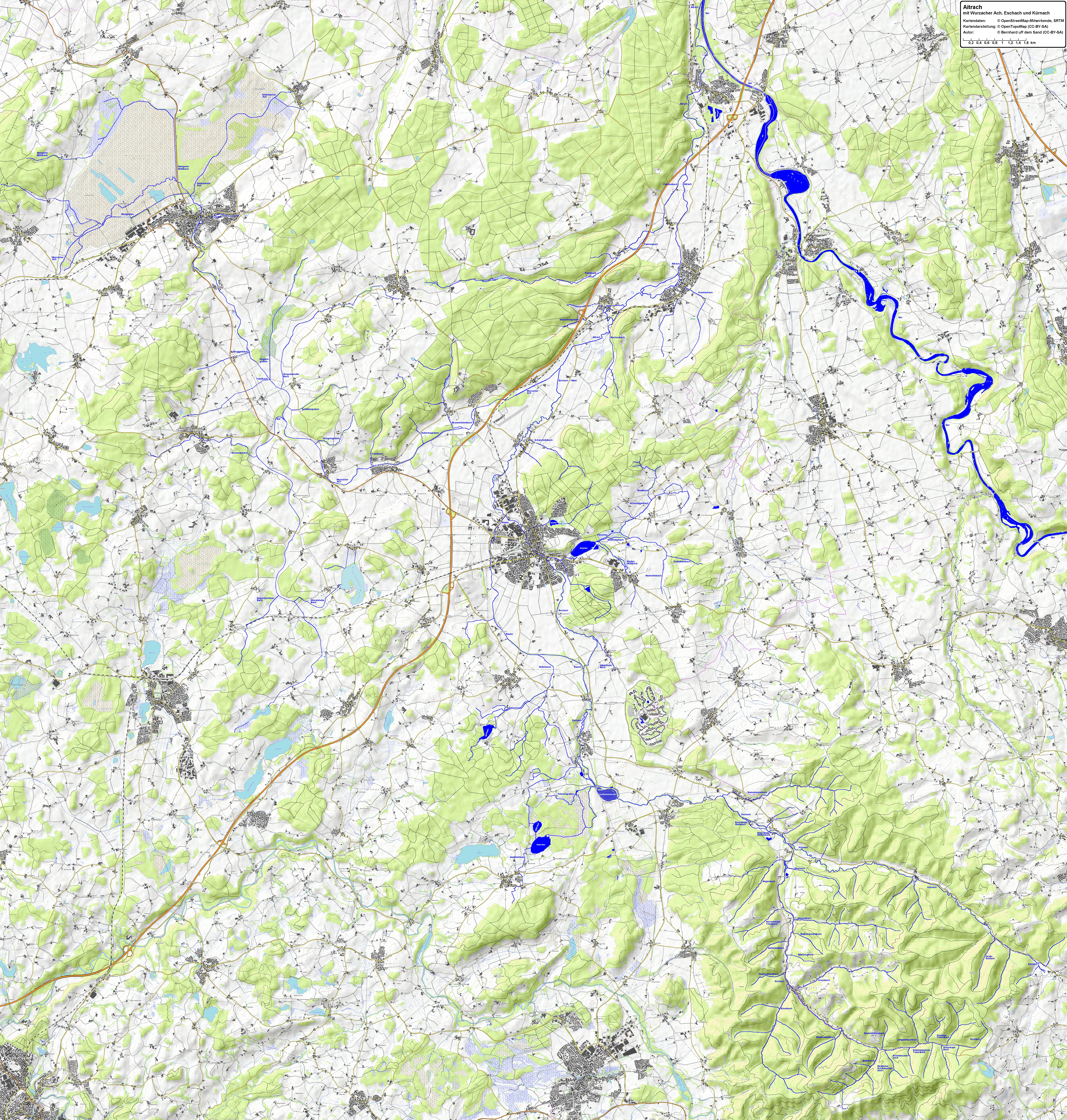
Aitrach mit Wurzacher Ach, Eschach und Kürnach

## Geographie

### Verlauf
Zunächst fließt sie in nordöstliche Richtung durch das Wurzacher Ried. Kurz bevor sie dieses verlässt, wendet sie sich nach Südosten und durchläuft so zunächst die Kurstadt Bad Wurzach auf ihrer längsten Teilstrecke bis Diepoldshofen, einem Teilort der Stadt Leutkirch.  Dort wechselt sie wieder auf Nordostkurs. Bei Leutkirch-Lauben vereint sie sich dann als linker Oberlauf mit der insgesamt aus Südosten kommenden Eschach. Hierbei entsteht die  nur knapp 15 km lange Aitrach, die erst nordöstlich, später nördlich zieht und als deren wasserreichster linker Nebenfluss in die Iller mündet.
Im Oberlauf wird der natürliche Verlauf der Wurzacher Ach speziell im Quellbereich und in der Stadt Bad Wurzach beeinträchtigt. Im Naturschutzgebiet Wurzacher Ried kann sie sich frei entfalten. Ein weiteres Naturschutzgebiet, das Herrgottsried, befindet sich am Ostufer des Flusses südwestlich von Gospoldshofen. Auf ihren letzten 6,7 Kilometern ist sie durchwegs begradigt.

### Zuflüsse
Von der Quelle zur Mündung. Auswahl:
- Wengener Mühlbach, von links kurz vor Bad Wurzach im Wurzacher Ried, 7,0 km
- Riedgraben, von rechts noch im Wurzacher Ried, 2,7 km; zweigt zuvor von der Ach im Ried ab
- Dietmannser Ach, von links am Ende des Rieds, 2,6 km
- Jordan, von links in Bad Wurzach, 1,5 km
- Bruggerbach, von rechts bei Brugg, 2,7 km
- Tobelbach, von rechts bei Riedlings, 4,2 km
- Vögelesgraben, von links durchs Herrgottsried, 4,1 km
- Gospoldshofer Bach, von links kurz danach bei Bauhofen, 5,4 km
- Schlättergraben, von links, 2,1 km
- Rot, von rechts bei Rimmeldingen und gegenüber dem Diepoldshofer Wald, 12,0 km
- Gringelsgraben, von links vor Diepoldshofen, 1,7 km
- Tobelbach, von links am Ortsanfang von Reichenhofen, 3,3 km
- Hubertusgraben, von links nach Reichenhofen, 0,9 km
- Brunnentobelbach, von links bei Herbrazhofen, 2,9 km

### Orte am Fluss
- Stadt Bad Wurzach:
  - Bad Wurzach (zentrale Stadt)
  - Truschwende (Weiler)
  - Gensen (Weiler, rechts)
- Stadt Leutkirch im Allgäu:
  - Diepoldshofen (Dorf, überwiegend links)
  - Reichenhofen (Dorf, überwiegend rechts)
  - Unterzeil (Dorf)
  - Attenhof (Hof, links)
  - Auenhofen (Weiler, links)